# Darkness Tour
Darkness Tour fue una gira musical del músico estadounidense Bruce Springsteen con The E Street Band. La gira, que solo visitó Norteamérica, duró entre mayo de 1978 y finales del mismo año, y fue inaugurada en conjunción con el lanzamiento del álbum de estudio Darkness on the Edge of Town. Al igual que gran parte de las giras de Springsteen, no tuvo un nombre oficial, pero es comúnmente denominada como Darkness Tour o Darkness on the Edge of Town Tour. 
La gira fue considerada uno de los mejores momentos musicales en directo de la carrera de Springsteen. El biógrafo Dave Marsh escribió en 1987: «La intensidad de aquellos conciertos de 1978 son parte de la leyenda del rock and roll en el mismo sentido que los conciertos de Bob Dylan con The Band en 1966, las giras de The Rolling Stones entre 1969 y 1972, y la gira de The Who en 1969: puntos de referencia de una era».

## Itinerario
La gira consistió en una única etapa norteamericana que comenzó el 23 de mayo de 1978 en Buffalo, Nueva York, y en la cual tocó en salas, teatros y ocasionalmente en estadios cubiertos de los Estados Unidos durante casi un año, con varias visitas a Canadá. Los primeros ocho conciertos fueron organizados antes de la publicación del álbum Darkness on the Edge of Town, cuyo lanzamiento oficial tuvo lugar el 2 de junio de 1978. Varios conciertos fueron cancelados por motivos de salud pero fueron posteriormente reprogramados. La gira concluyó, tras 115 conciertos, el Día de Año Nuevo de 1979 en Cleveland, Ohio. 
Tras una breve visita a Europa tras la publicación de Born to Run, Springsteen decidió no ofrecer conciertos en el continente durante la gira de Darkness on the Edge of Town. 

## Personal
- Bruce Springsteen: voz, guitarra y armónica
- The E Street Band:
  - Roy Bittan: piano y coros
  - Clarence Clemons: saxofón, percusión y coros
  - Danny Federici: órgano, glockenspiel y coros
  - Garry Tallent: bajo
  - Steven Van Zandt: guitarra y coros
  - Max Weinberg: batería

## Fechas
| Fecha                    | Ciudad                        | País           | Escenario                        |
| ------------------------ | ----------------------------- | -------------- | -------------------------------- |
| 23 de mayo de 1978       | Búfalo, Nueva York            | Estados Unidos | Shea's Buffalo                   |
| 24 de mayo de 1978       | Albany, Nueva York            | Estados Unidos | Palace Theatre                   |
| 26 de mayo de 1978       | Philadelphia, Pensilvania     | Estados Unidos | The Spectrum                     |
| 27 de mayo de 1978       | Philadelphia, Pensilvania     | Estados Unidos | The Spectrum                     |
| 29 de mayo de 1978       | Boston, Massachusetts         | Estados Unidos | Music Hall                       |
| 30 de mayo de 1978       | Boston, Massachusetts         | Estados Unidos | Music Hall                       |
| 31 de mayo de 1978       | Boston, Massachusetts         | Estados Unidos | Music Hall                       |
| 2 de junio de 1978       | Annapolis, Maryland           | Estados Unidos | United States Naval Academy      |
| 3 de junio de 1978       | Uniondale, Nueva York         | Estados Unidos | Nassau Coliseum                  |
| 5 de junio de 1978       | Toledo, Ohio                  | Estados Unidos | Toledo Sports Arena              |
| 6 de junio de 1978       | Indianápolis, Indiana         | Estados Unidos | Indiana Convention Center        |
| 8 de junio de 1978       | Madison, Wisconsin            | Estados Unidos | Dane County Coliseum             |
| 9 de junio de 1978       | Milwaukee, Wisconsin          | Estados Unidos | MECCA Arena                      |
| 10 de junio de 1978      | Bloomington, Minnesota        | Estados Unidos | Met Center                       |
| 13 de junio de 1978      | Iowa City, Iowa               | Estados Unidos | Iowa Field House                 |
| 14 de junio de 1978      | Omaha, Nebraska               | Estados Unidos | Omaha Civic Auditorium           |
| 16 de junio de 1978      | Kansas City, Kansas           | Estados Unidos | Memorial Hall                    |
| 17 de junio de 1978      | San Luis, Misuri              | Estados Unidos | Kiel Auditorium                  |
| 20 de junio de 1978      | Morrison, Colorado            | Estados Unidos | Red Rocks Amphitheatre           |
| 23 de junio de 1978      | Portland, Oregón              | Estados Unidos | Paramount Theatre                |
| 24 de junio de 1978      | Portland, Oregón              | Estados Unidos | Paramount Theatre                |
| 25 de junio de 1978      | Seattle, Washington           | Estados Unidos | Paramount Theatre                |
| 26 de junio de 1978      | Vancouver, Columbia Británica | Canadá         | Queen Elizabeth Theatre          |
| 29 de junio de 1978      | San José, California          | Estados Unidos | Performing Arts Center           |
| 30 de junio de 1978      | Berkeley, California          | Estados Unidos | Berkeley Community Theatre       |
| 1 de julio de 1978       | Berkeley, California          | Estados Unidos | Berkeley Community Theatre       |
| 5 de julio de 1978       | Inglewood, California         | Estados Unidos | The Forum                        |
| 7 de julio de 1978       | Hollywood, California         | Estados Unidos | Roxy Theatre                     |
| 8 de julio de 1978       | Phoenix, Arizona              | Estados Unidos | Veterans Memorial Coliseum       |
| 9 de julio de 1978       | San Diego, California         | Estados Unidos | San Diego Sports Arena           |
| 12 de julio de 1978      | Dallas, Texas                 | Estados Unidos | Dallas Convention Center Arena   |
| 14 de julio de 1978      | San Antonio, Texas            | Estados Unidos | Memorial Auditorium              |
| 15 de julio de 1978      | Houston, Texas                | Estados Unidos | Sam Houston Coliseum             |
| 16 de julio de 1978      | Nueva Orleans, Luisiana       | Estados Unidos | Municipal Auditorium             |
| 18 de julio de 1978      | Jackson, Mississippi          | Estados Unidos | Municipal Auditorium             |
| 19 de julio de 1978      | Memphis, Tennessee            | Estados Unidos | Ellis Auditorium                 |
| 21 de julio de 1978      | Nashville, Tennessee          | Estados Unidos | Nashville Municipal Auditorium   |
| 28 de julio de 1978      | Miami, Florida                | Estados Unidos | Jai Alai Fronton                 |
| 29 de julio de 1978      | St. Petersburg, Florida       | Estados Unidos | Bayfront Arena                   |
| 31 de julio de 1978      | Columbia, Carolina del Sur    | Estados Unidos | Township Auditorium              |
| 1 de agosto de 1978      | Charleston, Carolina del Sur  | Estados Unidos | Charleston Municipal Auditorium  |
| 2 de agosto de 1978      | Charlotte, Carolina del Norte | Estados Unidos | Charlotte Coliseum               |
| 4 de agosto de 1978      | Charleston, West Virginia     | Estados Unidos | Charleston Civic Center          |
| 5 de agosto de 1978      | Louisville, Kentucky          | Estados Unidos | Louisville Gardens               |
| 7 de agosto de 1978      | Kalamazoo, Míchigan           | Estados Unidos | Wings Stadium                    |
| 9 de agosto de 1978      | Cleveland, Ohio               | Estados Unidos | Agora Theatre and Ballroom       |
| 10 de agosto de 1978     | Rochester, Nueva York         | Estados Unidos | Rochester Community War Memorial |
| 12 de agosto de 1978     | Augusta, Maine                | Estados Unidos | Augusta Civic Center             |
| 14 de agosto de 1978     | Hampton, Virginia             | Estados Unidos | Hampton Coliseum                 |
| 15 de agosto de 1978     | Landover, Maryland            | Estados Unidos | Capital Centre                   |
| 18 de agosto de 1978     | Philadelphia, Pensilvania     | Estados Unidos | The Spectrum                     |
| 19 de agosto de 1978     | Philadelphia, Pensilvania     | Estados Unidos | The Spectrum                     |
| 21 de agosto de 1978     | Nueva York                    | Estados Unidos | Madison Square Garden            |
| 22 de agosto de 1978     | Nueva York                    | Estados Unidos | Madison Square Garden            |
| 23 de agosto de 1978     | Nueva York                    | Estados Unidos | Madison Square Garden            |
| 25 de agosto de 1978     | New Haven, Connecticut        | Estados Unidos | New Haven Coliseum               |
| 26 de agosto de 1978     | Providence, Rhode Island      | Estados Unidos | Providence Civic Center          |
| 28 de agosto de 1978     | Pittsburgh, Pensilvania       | Estados Unidos | Stanley Theatre                  |
| 29 de agosto de 1978     | Pittsburgh, Pensilvania       | Estados Unidos | Stanley Theatre                  |
| 30 de agosto de 1978     | Richfield, Ohio               | Estados Unidos | Richfield Coliseum               |
| 31 de agosto de 1978     | Cleveland, Ohio               | Estados Unidos | Agora Theatre and Ballroom       |
| 1 de septiembre de 1978  | Detroit, Míchigan             | Estados Unidos | Detroit Masonic Temple           |
| 2 de septiembre de 1978  | Clarkston, Míchigan           | Estados Unidos | Pine Knob Music Theatre          |
| 3 de septiembre de 1978  | Saginaw, Míchigan             | Estados Unidos | Saginaw Civic Center             |
| 5 de septiembre de 1978  | Columbus, Ohio                | Estados Unidos | Veterans Memorial Auditorium     |
| 6 de septiembre de 1978  | Chicago, Illinois             | Estados Unidos | Uptown Theatre                   |
| 9 de septiembre de 1978  | Notre Dame, Indiana           | Estados Unidos | Edmund P. Joyce Center           |
| 10 de septiembre de 1978 | Cincinnati, Ohio              | Estados Unidos | Riverfront Coliseum              |
| 12 de septiembre de 1978 | Syracuse, Nueva York          | Estados Unidos | Onondaga War Memorial            |
| 13 de septiembre de 1978 | Springfield, Massachusetts    | Estados Unidos | Springfield Civic Center         |
| 15 de septiembre de 1978 | Nueva York                    | Estados Unidos | The Palladium                    |
| 16 de septiembre de 1978 | Nueva York                    | Estados Unidos | The Palladium                    |
| 17 de septiembre de 1978 | Nueva York                    | Estados Unidos | The Palladium                    |
| 19 de septiembre de 1978 | Passaic, Nueva Jersey         | Estados Unidos | Capitol Theatre                  |
| 20 de septiembre de 1978 | Passaic, Nueva Jersey         | Estados Unidos | Capitol Theatre                  |
| 21 de septiembre de 1978 | Passaic, Nueva Jersey         | Estados Unidos | Capitol Theatre                  |
| 25 de septiembre de 1978 | Boston, Massachusetts         | Estados Unidos | Boston Garden                    |
| 29 de septiembre de 1978 | Birmingham, Alabama           | Estados Unidos | Boutwell Auditorium              |
| 30 de septiembre de 1978 | Atlanta, Georgia              | Estados Unidos | Fox Theatre                      |
| 1 de octubre de 1978     | Atlanta, Georgia              | Estados Unidos | Fox Theatre                      |
| 17 de octubre de 1978    | Hollywood, California         | Estados Unidos | The Troubadour                   |
| 1 de noviembre de 1978   | Princeton, Nueva Jersey       | Estados Unidos | Jadwin Gymnasium                 |
| 2 de noviembre de 1978   | Landover, Maryland            | Estados Unidos | Capital Centre                   |
| 4 de noviembre de 1978   | Burlington, Vermont           | Estados Unidos | Patrick Gym                      |
| 5 de noviembre de 1978   | Durham, New Hampshire         | Estados Unidos | Lundholm Gym                     |
| 7 de noviembre de 1978   | Ithaca, Nueva York            | Estados Unidos | Barton Hall                      |
| 8 de noviembre de 1978   | Montreal, Quebec              | Canadá         | Montreal Forum                   |
| 10 de noviembre de 1978  | St. Bonaventure, Nueva York   | Estados Unidos | Reilly Center                    |
| 12 de noviembre de 1978  | Troy, Nueva York              | Estados Unidos | RPI Field House                  |
| 14 de noviembre de 1978  | Utica, Nueva York             | Estados Unidos | Utica Memorial Auditorium        |
| 16 de noviembre de 1978  | Toronto, Ontario              | Canadá         | Maple Leaf Gardens               |
| 17 de noviembre de 1978  | East Lansing, Míchigan        | Estados Unidos | Jenison Fieldhouse               |
| 18 de noviembre de 1978  | Oxford, Ohio                  | Estados Unidos | Millett Hall                     |
| 20 de noviembre de 1978  | Champaign, Illinois           | Estados Unidos | Assembly Hall                    |
| 21 de noviembre de 1978  | Evanston, Illinois            | Estados Unidos | McGaw Hall                       |
| 25 de noviembre de 1978  | San Luis, Misuri              | Estados Unidos | Kiel Auditorium                  |
| 27 de noviembre de 1978  | Milwaukee, Wisconsin          | Estados Unidos | MECCA Arena                      |
| 28 de noviembre de 1978  | Madison, Wisconsin            | Estados Unidos | Dane County Coliseum             |
| 29 de noviembre de 1978  | Saint Paul, Misuri            | Estados Unidos | St. Paul Civic Center            |
| 1 de diciembre de 1978   | Norman, Oklahoma              | Estados Unidos | Lloyd Noble Center               |
| 3 de diciembre de 1978   | Carbondale, Illinois          | Estados Unidos | SIU Arena                        |
| 5 de diciembre de 1978   | Baton Rouge, Luisiana         | Estados Unidos | LSU Assembly Center              |
| 7 de diciembre de 1978   | Austin, Texas                 | Estados Unidos | Frank Erwin Center               |
| 8 de diciembre de 1978   | Houston, Texas                | Estados Unidos | The Summit                       |
| 9 de diciembre de 1978   | Dallas, Texas                 | Estados Unidos | Dallas Convention Center Arena   |
| 13 de diciembre de 1978  | Tucson, Arizona               | Estados Unidos | Tucson Convention Center         |
| 15 de diciembre de 1978  | San Francisco, California     | Estados Unidos | Winterland Ballroom              |
| 16 de diciembre de 1978  | San Francisco, California     | Estados Unidos | Winterland Ballroom              |
| 19 de diciembre de 1978  | Portland, Oregón              | Estados Unidos | Paramount Theatre                |
| 20 de diciembre de 1978  | Seattle, Washington           | Estados Unidos | Seattle Center Arena             |
| 27 de diciembre de 1978  | Pittsburgh, Pensilvania       | Estados Unidos | Stanley Theatre                  |
| 28 de diciembre de 1978  | Pittsburgh, Pensilvania       | Estados Unidos | Stanley Theatre                  |
| 30 de diciembre de 1978  | Detroit, Míchigan             | Estados Unidos | Cobo Hall                        |
| 31 de diciembre de 1978  | Richfield, Ohio               | Estados Unidos | Richfield Coliseum               |
| 1 de enero de 1979       | Richfield, Ohio               | Estados Unidos | Richfield Coliseum               |